# Органна стінка
Органна стінка (рос. органная стенка; англ. row of breaker props; нім. Reihenstempel m, Reihenstempelausbau m, Orgelstempelreihe f, Orgelreihe f) — пересувні металеві опорні конструкції (стояки) із збільшеним робочим опором, встановлені в один або декілька рядів; різновид кріплення посадочного для очисних виробок вугільних шахт для управління гірничим тиском способом повного обвалення покрівлі.
Органна стінка була розроблена для заміни органного кріплення з привибійних стояків, а також з кущового і кострового кріплення.